# Llista de comtats de Rhode Island

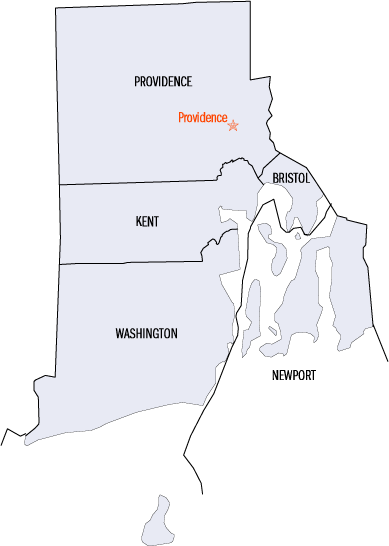
Mapa dels comtats de Rhode Island.

L'estat nord-americà de Rhode Island s'organitza en 5 comtats. Sent el segon estat, juntament amb Hawaii, en menor nombre de comtats i només superats per Delaware amb tres comtats.
Encara que Rhode Island es divideix en comtats, no té cap govern local a nivell de comtat. En canvi, la governança local la proporcionen les vuit ciutats i els trenta-un pobles. Els comtats de Rhode Island no han tingut cap funció governamental des de 1846, excepte com a límits administratius i correccions del xèrif que formen part del govern estatal.
Tots els comtats es van establir abans de la Declaració d'Independència de 1776. I dins de l'estat, el comtat de Washington s'anomena sovint el comtat del sud.
L'abreviació postal de Rhode Island és RI i el seu codi FIPS d'estat és el 44.

## Comtats actuals
| Nom del comtat | Seu del comtat  | Data de creació | Origen | Etimologia del nom                                                                                                   | Població (2024) | Superfície | Mapa                 |
| -------------- | --------------- | --------------- | --- | --- | --------------- | ---------- | -------------------- |
| Bristol        | Bristol         | 1747            | A partir de terres obtingudes al comtat de Bristol (Massachusetts) després de la resolució d'una disputa fronterera entre les dues colònies. | Per la ciutat anglesa de Bristol.                                                                                    | 50.145          | 62 km²     | Comtat de Bristol    |
| Kent           | East Greenwich  | 1750            | A partir del comtat de Providence. | Pel comtat anglès de Kent.                                                                                           | 172.450         | 435 km²    | Comtat de Kent       |
| Newport        | Newport         | 1703            | Originalment amb el nom de comtat de Rhode Island. Rebatejat el 1729 com a comtat de Newport.                                                | Per la vila anglesa de Newport.                                                                                      | 83.468          | 264 km²    | Comtat de Newport    |
| Providence     | Providence      | 1703            | Originalment amb el nom de comtat de Providence Plantations. Rebatejat el 1729 com a comtat de Providence.                                   | Per la Divina providència, concepte que reflecteix la naturalesa puritana del fundador de la colònia Roger Williams. | 675.912         | 1.059 km²  | Comtat de Providence |
| Washington     | South Kingstown | 1729            | Originalment amb el nom de comtat de Kings a partir del comtat de Providence Plantations. Rebatejat el 1781 com a comtat de Washington.      | Per George Washington, primer president dels Estats Units.                                                           | 130.333         | 852 km²    | Comtat de Washington |